# Бад Лангензалца
Бад Лангензалца (њем. Bad Langensalza) град је у њемачкој савезној држави Тирингија. Једно је од 47 општинских средишта округа Унструт-Хајних. Према процјени из 2010. у граду је живјело 18.296 становника. Посједује регионалну шифру (AGS) 16064003.

## Географски и демографски подаци
Бад Лангензалца се налази у савезној држави Тирингија у округу Унструт-Хајних. Град се налази на надморској висини од 185 метара. Површина општине износи 123,1 km². У самом граду је, према процјени из 2010. године, живјело 18.296 становника. Просјечна густина становништва износи 149 становника/km².

## Међународна сарадња
| Мјесто | Држава    | Врста сарадње | Од    |
| ------ | --------- | ------------- | ----- |
| Шомон  | Француска | контакт       | 2005. |
| Извор  |           |               |       |